# Paul Seltenhammer
Paul Seltenhammer (Vienna, 18 settembre 1903 – 17 luglio 1987) è stato un costumista e scenografo austriaco.

## Biografia
Costumista, costume designer, scenografo, set decorator, disegnatore, Paul Seltenhammer è stato uno dei maggiori protagonisti della scena del music hall internazionale.
Austriaco di nascita, dopo il diploma di moda e costume, giovanissimo, si reca nel 1925 a Parigi.
Viene subito notato per il suo stile ironico e fantasioso e inizia a collaborare con Erté e a lavorare per gli spettacoli di vaudeville e café-chantant sino a raggiungere i locali più in voga come il Moulin Rouge e come le grandi produzioni in cartellone negli Champs-Elysées. 
Sarà proprio lui a inventare il costume il gonnellino di banane che porterà al successo una giovane ballerina di colore americana appena giunta a Parigi Joséphine Baker (un abito di scena destinato a divenire una delle icone del novecento). E a collaborare con l'altra diva del momento Mistinguett, per la quale curerà anche l'ideazione di poster divenuti celebri come “Folies en Folie”.
Subito dopo la guerra ritorna al Titania Palast, il grande locale berlinese che, grazie alle forze di occupazione, sta vivendo un nuovo fermento artistico. Paul si rimette all`opera, rinverdendo il successo del music hall con costumi, se possibile, ancora più folli e imprevedibili.
A partire dagli anni cinquanta, con il declino del Music Hall, Paul inizia a operare soprattutto nel cinema e poi per le serie televisive. In 20 anni di attività realizza i costumi per Romy Schneider nel film Sissi, la favorita dello zar. Nel 1967 ottiene la nomination all'Oscar per il film Il sigillo di Pechino.
Sue opere sono conservate presso lo Schwules Museum di Berlino, il Kobe Fashion Museum e la Paris Music Hall Collection at the Hargrett Library.

## Filmografia
- Maja (Die verschleierte Maja), regia di Géza von Cziffra (1951)

- Sissi, la favorita dello zar (Die schöne Lügnerin), regia di Axel von Ambesser (1959)
- Die Fledermaus, regia di Géza von Cziffra (1962)
- Der Vogelhändler, regia di Géza von Cziffra (1962)
- Il sigillo di Pechino (Die Hölle von Macao), regia di James Hill e Frank Winterstein - (distribuito negli USA come The Corrupt Ones) (1967)